# Прінь Сергій Сергійович
Прінь Сергій Сергійович (нар. 12 лютого 1962, Донецьк, Україна) — радянський і український художник-живописець. Член Національної спілки художників України з 2000 року.

## Життєпис
Народився 12 лютого 1962 року в Донецьку в сім'ї художника Сергія Івановича Прінь.
В 1990 році закінчив Донецьке художнє училище, у 1996 — Харківський художньо-промисловий інститут за спеціальністю «монументально-декоративне мистецтво».
З 2000 року член Національної спілки художників України.
Після окупації Донецька під час російсько-української війни переїхав в Київ, де живе і працює.

## Творчість
Постійний учасник обласних і всеукраїнських виставок, серед них велика кількість персональних у 1998—2003, 2005—2007, 2010 і 2012 роках в Донецьку, Києві, Харкові, Маріуполі і Сімферополі. Більшість робіт вдалося вивезти з окупованої Донеччини у 2015 році.

### Вибрані виставки
- Перший фестиваль вернісаж образотворчого мистецтва «Українська різнокольоровість» (Донецьк, 1998)
- «Земля моя — мій Донбас» (палац мистецтв «Україна», Київ, 2001)
- Виставка сучасного натюрморту і пейзажу (Харківський художній музей, 2001)
- «Світ левкаса і емалі» (Одеса, Чернівці, Івано-Франківськ, 2005)
- Художній пленер (Гурзуф, 2005)
- Всеукраїнська тріенале живопису (Київ, 2007)
- Всеукраїнська виставка, присвячена Куїнджі (Маріуполь, 2007)
- Всеукраїнська виставка до 75-річчя НСХУ (будинок художника, Київ, 2008)
- «Світ левкаса» (Краків, Польща, 2009)
- «Донецький вітер, 20 років потому» (Донецький обласний художній музей, 2009)
- Всеукраїнська художня виставка до Дня незалежності (Київ, 2011)
- Бієнале акварелі (Сімферопольський художній музей, 2012)
- Трієнале живопису (будинок худоника, Київ, 2013)